# 小林まき
小林 まき（こばやし まき、1983年4月29日 - ）は、神奈川県出身の女性モデル、タレント、元レースクイーン。所属事務所はベリープロジェクト。

## 人物
- 趣味は料理、特技はスノーボードとソフトボール。
- 弟が1人いる[2]。
- ホームヘルパー2級の免許を持っている。
- 現在レースクイーンの活動は卒業している。

## 主な活動

### レースクイーン
- MFJ SUPERBIKE「急募.comガール」（2005年～2007年）
- スーパー耐久「OHLINESガール」（2005年～2007年）
- SUPER GT「HANCOCK Lady」（2007年～2008年）
- MFJ SUPERBIKE「MuSASHI RT HARC-PROレースクイーン」（2009年～2014年）

### テレビ出演
- CAR☆X's - メインキャスター（チバテレビ、とちぎテレビ、TOKYO MX）
- CAR Hyper - レポーター（テレ玉、とちぎテレビ他）
- チーム大地のゴルフON&ON! 〜橋本大地のフェード最強論〜（とちぎテレビ・2008年10月 - ）

## DVD
- 小林まき（ビーエムドットスリー）